# Звеносборочная поточная линия
Звеносборочная поточная линия — совокупность агрегатных станков, механизмов, приспособлений, расположенных в соответствии с последовательностью операций технологического процесса сборки рельсового звена, а также транспортных устройств, которые при сборке передвигают рельсовые звенья и их элементы с позиции на позицию.

## Применение
Линии предназначены для сборки звеньев рельсо-шпальной решётки железнодорожного пути длиной 12,5 и 25 метров с деревянными или железобетонными шпалами. Технологические процессы сборки рельсовых
звеньев осуществляются на производственных базах путевых машинных станций.

## Конструкция и принцип работы
Сборка звеньев с деревянными шпалами впервые осуществлена на железных дорогах СССР в начале 1960-х годов звеносборочным комбайном ЗК, оборудованным погрузочно-разгрузочными средствами, сборочным агрегатом и устройствами для механизации и автоматизации почти всех операций. Производительность ЗК 200 метров путевой решётки в час.
В 1970-х годах создана полуавтоматическая поточная линия — ППЗЛ-500, на которой производятся сверление отверстий в шпалах и последующая запрессовка в них костылей сверху через подкладки. Подача шпал и рельсов к агрегатам и перемещение готового звена осуществляются транспортными устройствами линии. Загрузка шпал в бункер шпалопитателя, подача скреплений к рабочим местам, укладка рельсов на сборочный стенд, перегрузка готового звена с приёмных тележек в штабель или на платформы укладочного поезда производятся грузоподъёмными кранами. Вручную выполняются операции подачи шпал из бункера шпалопитателя в накопитель и их ориентация, раскладка подкладок на шпалы и наживление костылей в отверстия шпал (при помощи молотков). Производительность линии 70 метров путевой решётки в час.
На базе ЗК в начале 1970-х годов в Хабаровском институте инженеров железнодорожного транспорта создана стационарная звеносборочная линия ЗЛХ-800. Агрегаты монтируются на двух участках пути. При работе линии образуются два потока со встречным движением материалов. Все операции, связанные с заполнением бункеров комплектующими деталями (шпалами, рельсами, подкладками, костылями) и с укладкой звеньев в пакеты, выполняются козловыми кранами. Почти все этапы сборки автоматизированы или же выполняются под контролем оператора. Собранное звено сначала укладывается на тележки приёмника, а затем — на перегружатель. Производительность линии 150 метров путевой решётки в час.
Для сборки звеньев с железобетонными шпалами применяются поточные линии ЗЛХ-500, ЗЛЖ-650, ППЗЛ-850, «Смолянка», по которым перемещается собираемое звено, и линии ТЛС, передвигающиеся от шпалы к шпале по собираемому звену. На всех линиях раскладка и установка рельсовых скреплений осуществляются вручную. Звеносборочная линия ЗЛХ-500 выполнена в виде двух параллельных участков со встречными потоками движения материалов. На первом участке элементы звена подготавливаются к сборке (укладываются на шпалы прокладки и подкладки, устанавливаются скомплектованные клеммные болты, заворачиваются гайки скреплений). Готовое звено убирается краном. Производительность линии 60 метров путевой решётки в час. Технологическая стендовая линия (ТЛС) состоит из пяти самоходных агрегатов, перемещающихся вдоль пути-стенда. Сначала краном раскладываются шпалы. С трёх агрегатов вручную монтёры пути раскладывают прокладки и подкладки, а после установки на них краном рельсов — укомплектованные клеммные и закладные болты, которые затем устанавливаются в гнёзда подкладок и шпал, с двух последующих агрегатов заворачиваются гайки. Производительность линии 100 метров путевой решётки в час.

## В мире
На железных дорогах мира получили распространение способы сборки звеньев железнодорожного пути с применением стреловых и козловых кранов и других рабочих агрегатов. При этом вдоль неподвижной рельсо-шпальной решётки перемещаются рабочие с механизированным инструментом для выполнения отдельных операций.